# 大和出版
株式会社大和出版（だいわしゅっぱん、英: Daiwa Shuppan）は、日本の出版社である。
主にビジネス書・女性書・心理学（医学）・生活実用書・教育書などの出版を行っている。1972年8月1日に、大和書房内に大和出版販売株式会社設立準備室が設けられ、大和出版が発足した。その後、1997年に東京都文京区音羽に位置する現本社ビルに移転。大和書房とは現在も共同で物流センターを所有するなどの関係がある。

## 沿革
- 1972年 - 大和出版販売株式会社として発足
- 1976年 - 社名を株式会社大和出版に改める
- 1997年 - 東京都文京区音羽に現本社ビル完成、移転[1]

## 出版物
- 1980年 鈴木健二著『男が40代にやっておくこと』、『30代に男がしておかなければならないこと』　シリーズ累計450万部を突破する。
- 1984年 加藤諦三『自分づくりの法則』、『思いやりの心理』、『甘えの心理』
- 1994年 大島みち子著　『若きいのちの日記―「愛と死をみつめて」ミコのノート』愛と死をみつめての原作本はのちにテレビドラマ化・映画化された。
- 2004年 蝶々『小悪魔な女になる方法』　テレビドラマ化された。
- 2005年 ごとうやすゆき（文）・ミヤハラヨウコ（絵） 映画 星になった少年 原作絵本『ちび象ランディと星になった少年』（坂本小百合〔原案〕）を刊行
- 2005年 義家弘介『君はひとりじゃない』
- 2009年 坂本七郎著『ユダヤ式学習法』
- 2009年 福嶋隆史著『「本当の国語力」が驚くほど伸びる本』 他
- 2010年 堀江貴文著『本物のお金持ち”と結婚するルール―ホリエモンの恋愛講座』
- 2011年 苫米地英人著『苫米地式 超光速コミュニケーション術』
- 2012年 小宮一慶著『読む力ドリル』『書く力ドリル』
- 2013年 ワタナベ薫著『探すのをやめた瞬間、“運命の人”はやってくる！』『なぜかお金を引き寄せる女性39のルール』
- 2014年 芽生『私、乳がん。夫、肺がん。39歳、夫婦で余命宣告。』　テレビドラマ化された。
- 2015年 山本幸美著『一生使える「女性リーダー」の教科書』
- 2016年 Keiko著『Keiko的 月の浄化術』
- 2017年 加藤諦三著『「思いやり」の心理―自分が大きくなる人間関係の方法』
- 2017年 司馬理英子著『マンガでわかる　私って、ADHD脳!?』
- 2018年 弥永英晃著『症状改善率98%のカリスマ心理カウンセラーが明かすパニック障害の不安がスーッと消え去る17の方法』
- 2018年 黒坂岳央著『1年でTOEIC985点＆英検1級！ 中学レベルの僕が「読むだけ勉強法」で英語をペラペラ話せるようになった！』
- 2018年 杉谷範子著『認知症の親の介護に困らない「家族信託」の本　資産凍結、その前にしておくべきお金の対策』
- 2018年 山口恵以子著『おばちゃん介護道 独身・還暦作家、91歳母を看る』
- 2019年 黒坂岳央著『年収1億円超の起業家・投資家・自由業そしてサラリーマンが大切にしている習慣 “億超えマインド"で人生は劇的に変わる! 』

## TVドラマ化作品
- ドラマ小悪魔な女になる方法　2005年9月27日の21:30-23:18（JST）に関西テレビ制作、フジテレビ系列で放送された。
- 私、乳がん。夫、肺がん。39歳、夫婦で余命宣告。が『ママとパパが生きる理由。』（ママとパパがいきるりゆう。）のタイトルで、2014年11月20日から12月18日まで毎週木曜日21:00 - 21:54に、TBS系の「木曜ドラマ劇場」枠で放送された。主演は吹石一恵

## 関連会社
- 大和書房 - 愛と死をみつめてを一時大和出版で扱っていた。

大島みち子著『若きいのちの日記―「愛と死をみつめて」ミコのノート』1992年　大和出版が原作本としてある。現在も共同で物流センターを所有するなどの関係がある。